# 四庫全書存目叢書
《四庫全書存目叢書》是一部在1997年完成的叢書，收錄的是被《四庫全書》列為「存目」的書籍。本叢書共收錄4508種存目書籍，分為經、史、子、集四部。經部收錄734種，分裝220冊；史部收錄1086種，分裝292冊；子部分裝1253種，分裝261冊；集部分裝1435種，分裝426冊；目錄索引1冊；本叢書共1200冊，版本分為「大陸版」與「大陸外版」。
所謂「存目」即是在編四庫全書時被列為「止存書名，不收其書」的書，根據乾隆60年浙江杭州刊本《四庫全書總目》所計，列為存目者達6793種，幾乎是《四庫全書》所收錄的3461種的2倍。
未來還計畫要編印《四庫全書存目叢書續編》，將此次未能列入叢書中的書籍收錄。